# جاك بيليتييه
جاك بيليتييه هو سياسي فرنسي، ولد في 1 أغسطس 1929 في Villers-en-Prayères ‏ في فرنسا، وتوفي في 3 سبتمبر 2007 في باريس في فرنسا بسبب أمراض دماغية وعائية. نشط حزبياً في الحزب الراديكالي. وقد انتخب ممثل الجمعية البرلمانية لمجلس أوروبا ‏ لترشحه ضمن قائمة فرنسا، (23 يناير 1978 – 28 أبريل 1978) وانتخب عضو مجلس الشيوخ الفرنسي ‏ وانتخب رئيس بلدية ‏.